# Copa Ouro da CONCACAF de 2013
A Copa Ouro da CONCACAF de 2013 foi a décima-segunda edição do principal torneio de futebol realizado pela Confederação de Futebol da América do Norte, Central e Caribe (CONCACAF). Foi disputada entre os dias 7 e 28 de julho.
Como campeão desta edição da Copa Ouro, os Estados Unidos se classificou para a disputa de uma partida contra o campeão da Copa Ouro da CONCACAF de 2015 para decidir qual seleção irá representar a CONCACAF na Copa das Confederações FIFA de 2017. Será disputada em uma única partida em 2015 em um local a ser definido. Se o mesmo time vencer os dois torneios, ela se classifica diretamente.

## Nações participantes
| Time                                                                   | Qualificação     | Aparições        | Melhor resultado                             |
| América do Norte                                                       | América do Norte | América do Norte | América do Norte                             |
| ---------------------------------------------------------------------- | ---------------- | ---------------- | -------------------------------------------- |
| Estados Unidos                                                         | Automática       | 12ª              | Campeão (1991, 2002, 2005, 2007)             |
| México                                                                 | Automática       | 12ª              | Campeão (1993, 1996, 1998, 2003, 2009, 2011) |
| Canadá                                                                 | Automática       | 11ª              | Campeão (2000)                               |
| Caribe (qualificação através da Copa do Caribe de 2012)                |                  |                  |                                              |
| Cuba                                                                   | Campeão          | 7ª               | Quartas-de-final (2003)                      |
| Trinidad e Tobago                                                      | Vice-campeão     | 8ª               | Semifinal (2000)                             |
| Haiti                                                                  | Terceiro lugar   | 5ª               | Quartas-de-final (2002, 2009)                |
| Martinica                                                              | Quarto lugar     | 4ª               | Quartas-de-final (2002)                      |
| América Central (qualificação através da Copa Centroamericana de 2013) |                  |                  |                                              |
| Costa Rica                                                             | Campeão          | 11ª              | Vice-campeão (2002)                          |
| Honduras                                                               | Vice-campeão     | 11ª              | Vice-campeão (1991)                          |
| El Salvador                                                            | Terceiro lugar   | 8ª               | Quartas-de-final (2002, 2003, 2011)          |
| Belize                                                                 | Quarto lugar     | 1ª               | –                                            |
| Panamá                                                                 | Quinto lugar     | 6ª               | Vice-campeão (2005)                          |

## Sedes
Trinta sedes em todo o Estados Unidos participam do processo de seleção com a "Soccer United Marketing", parceira da CONCACAF.
Em 23 de janeiro de 2013, a CONCACAF anunciou as cidades sedes e os estádios para a disputa da competição.
- Atlanta – Georgia Dome (Atlanta, GA)
- Baltimore – M&T Bank Stadium (Baltimore, MD)
- Chicago – Soldier Field (Chicago, IL)
- Dallas – Cowboys Stadium (Arlington, TX)
- Denver – Sports Authority Field at Mile High (Denver, CO)
- Hartford – Rentschler Field (East Hartford, CT)
- Houston – BBVA Compass Stadium (Houston, TX)
- Los Angeles – Rose Bowl (Pasadena, CA)
- Miami – Sun Life Stadium (Miami Gardens, FL)
- Nova Iorque – Red Bull Arena (Harrison, NJ)
- Portland – Jeld-Wen Field (Portland, OR)
- Salt Lake City – Rio Tinto Stadium (Sandy, UT)
- Seattle – CenturyLink Field (Seattle, WA)

## Árbitros
Cada confederação da CONCACAF apresentou uma lista de árbitros a Comissão de Árbitragem para o torneio. Foram selecionados 30 árbitros sendo 15 centrais e outros 15 assistentes.
| Árbitros             | Assistentes           |
| -------------------- | --------------------- |
| CAN Dave Gantar      | CAN Philippe Brière   |
| CRC Jeffrey Calderón | CAN Joe Fletcher      |
| CRC Hugo Alvarado    | CRC Octavo Jara       |
| CRC Walter Quesada   | SLV William Torres    |
| CUB Marcos Brea      | SLV Juan Zumba        |
| SLV Joel Aguilar     | GUA Hermenerito Leal  |
| SLV Elmer Bonilla    | HON Christian Ramírez |
| HON Armando Oviedo   | JAM Ricardo Morgan    |

| Árbitros              | Assistentes           |
| --------------------- | --------------------- |
| HON Héctor Rodríguez  | JAM Garnet Page       |
| JAM Courtney Campbell | MEX Marcos Quintero   |
| MEX Marco Rodríguez   | MEX Marvin Torrentera |
| PUR Javier Santos     | KNA Graeme Browne     |
| SUR Enrico Wijngaarde | SUR Ramon Louisville  |
| USA Mark Geiger       | USA Eric Boria        |
| USA Jair Marrufo      | USA Sean Hurd         |

## Transmissão
- Brasil: SporTV
- Costa Rica: Teletica Canal 7, Repretel
- Canadá: Sportsnet World
- El Salvador: Canal 4
- Haiti: RTNH, RTVC
- Honduras: Telesistema
- Irlanda: ESPN
- Israel: Sport 2
- Hong Kong: Cable TV Hong Kong
- México: Televisa, TV Azteca, ESPN
- Panamá: RPC-TV, TVMax
- Portugal: Sport TV
- Espanha: Gol Televisión
- Reino Unido: ESPN
- Estados Unidos: Fox, Fox Soccer, Univision,[6] UniMás

## Convocações
As seleções apresentaram 23 jogadores convocados, sendo três goleiros.

## Fase de grupos
A CONCACAF anunciou as partidas para a fase de grupos em 13 de março de 2013.
Todos os horários em (UTC−4).
| Legenda para as cores nas tabelas | Legenda para as cores nas tabelas                                                         | Legenda para as cores nas tabelas |
| --------------------------------- | ----------------------------------------------------------------------------------------- | --------------------------------- |
|                                   | Times que avançam para as quartas-de-final - Vencedores do grupo - Segundo lugar do grupo |                                   |
|                                   | Dois melhores terceiros colocados de todos os grupos que avançam a próxima fase           |                                   |
|                                   | Equipes eliminadas                                                                        |                                   |

### Grupo A
| Pos. | Seleção   | Pts | J | V | E | D | GP | GC | SG |
| ---- | --------- | --- | - | - | - | - | -- | -- | -- |
| 1    | Panamá    | 7   | 3 | 2 | 1 | 0 | 3  | 1  | +2 |
| 2    | México    | 6   | 3 | 2 | 0 | 1 | 6  | 3  | +3 |
| 3    | Martinica | 3   | 3 | 1 | 0 | 2 | 2  | 4  | –2 |
| 4    | Canadá    | 1   | 3 | 0 | 1 | 2 | 0  | 3  | –3 |

| 7 de julho | Canadá | 0 – 1     | Martinica      | Rose Bowl, Pasadena                      |
| 17:30      |        | Relatório | Reuperné 90+3' | Público: 56 822 Árbitro: CUB Marcos Brea |

| 7 de julho | México       | 1 – 2     | Panamá               | Rose Bowl, Pasadena                         |
| 20:00      | Fabián 45+2' | Relatório | Torres 7' (pen), 48' | Público: 56 822 Árbitro: CRC Walter Quesada |

| 11 de julho | Panamá           | 1 – 0     | Martinica | CenturyLink Field, Seattle                  |
| 20:30       | Torres 85' (pen) | Relatório |           | Público: 28 354 Árbitro: HON Armando Castro |

| 11 de junho | México                         | 2 – 0     | Canadá | CenturyLink Field, Seattle                |
| 23:00       | Jiménez 42' · Fabián 57' (pen) | Relatório |        | Público: 28 354 Árbitro: SLV Joel Aguilar |

| 14 de junho | Martinica           | 1 – 3     | México                              | Sports Authority Field, Denver           |
| 16:00       | Parsemain 43' (pen) | Relatório | Fabián 21' · Montes 34' · Ponce 90' | Público: 30 000 Árbitro: USA Mark Geiger |

| 14 de junho | Panamá | 0 – 0     | Canadá | Sports Authority Field, Denver              |
| 18:30       |        | Relatório |        | Público: 30 000 Árbitro: CRC Walter Quesada |

### Grupo B
| Pos. | Seleção           | Pts | J | V | E | D | GP | GC | SG |
| ---- | ----------------- | --- | - | - | - | - | -- | -- | -- |
| 1    | Honduras          | 6   | 3 | 2 | 0 | 1 | 3  | 2  | +1 |
| 2    | Trinidad e Tobago | 4   | 3 | 1 | 1 | 1 | 4  | 4  | 0  |
| 3    | El Salvador       | 4   | 3 | 1 | 1 | 1 | 3  | 3  | 0  |
| 4    | Haiti             | 3   | 3 | 1 | 0 | 2 | 2  | 3  | –1 |

| 8 de julho | El Salvador     | 2 – 2     | Trinidad e Tobago      | Red Bull Arena, Harrison                     |
| 19:00      | Zelaya 22', 69' | Relatório | Daniel 11' · Jones 73' | Público: 20 000 Árbitro: MEX Marco Rodríguez |

| 8 de julho | Haiti | 0 – 2     | Honduras                    | Red Bull Arena, Harrison               |
| 21:30      |       | Relatório | R. Martínez 4' · Chávez 78' | Público: 20 000 Árbitro: CRC Hugo Cruz |

| 12 de julho | Trinidad e Tobago | 0 – 2     | Haiti            | Sun Life Stadium, Miami Gardens            |
| 19:00       |                   | Relatório | Maurice 16', 53' | Público: 28 713 Árbitro: CRC Jeffrey Solis |

| 12 de julho | Honduras     | 1 – 0     | El Salvador | Sun Life Stadium, Miami Gardens           |
| 21:30       | Claros 90+2' | Relatório |             | Público: 28 713 Árbitro: USA Jair Marrufo |

| 15 de julho | El Salvador | 1 – 0     | Haiti | BBVA Compass Stadium, Houston              |
| 19:00       | Zelaya 76'  | Relatório |       | Público: 21 783 Árbitro: PUR Javier Santos |

| 15 de julho | Honduras | 0 – 2     | Trinidad e Tobago      | BBVA Compass Stadium, Houston                |
| 21:30       |          | Relatório | Jones 48' · Molino 67' | Público: 21 783 Árbitro: MEX Marco Rodríguez |

### Grupo C
| Pos. | Seleção        | Pts | J | V | E | D | GP | GC | SG  |
| ---- | -------------- | --- | - | - | - | - | -- | -- | --- |
| 1    | Estados Unidos | 9   | 3 | 3 | 0 | 0 | 11 | 2  | +9  |
| 2    | Costa Rica     | 6   | 3 | 2 | 0 | 1 | 4  | 1  | +3  |
| 3    | Cuba           | 3   | 3 | 1 | 0 | 2 | 5  | 7  | –2  |
| 4    | Belize         | 0   | 3 | 0 | 0 | 3 | 1  | 11 | –10 |

| 9 de julho | Costa Rica                       | 3 – 0     | Cuba | Jeld-Wen Field, Portland                   |
| 20:30      | Barrantes 52', 77' · Arrieta 71' | Relatório |      | Público: 18 724 Árbitro: SLV Elmer Bonilla |

| 9 de julho | Belize      | 1 – 6     | Estados Unidos                                                          | Jeld-Wen Field, Portland                      |
| 23:00      | Gaynair 40' | Relatório | Wondolowski 12', 37', 41' · Holden 58' · Orozco 72' · Donovan 76' (pen) | Público: 18 724 Árbitro: HON Héctor Rodriguez |

| 13 de julho | Estados Unidos                                          | 4 – 1     | Cuba        | Rio Tinto Stadium, Sandy                  |
| 15:30       | Donovan 45+2' (pen) · Corona 57' · Wondolowski 66', 85' | Relatório | Alfonso 36' | Público: 17 597 Árbitro: CAN David Gantar |

| 13 de julho | Costa Rica | 1 – 0     | Belize | Rio Tinto Stadium, Sandy                       |
| 18:00       | Eiley 49'  | Relatório |        | Público: 17 597 Árbitro: SUR Enrico Wijngaarde |

| 16 de julho | Cuba                                      | 4 – 0     | Belize | Rentschler Field, East Hartford                |
| 17:30       | A. Martínez 38', 62', 84' · Márquez 90+3' | Relatório |        | Público: 25 432 Árbitro: SUR Enrico Wijngaarde |

| 16 de julho | Estados Unidos | 1 – 0     | Costa Rica | Rentschler Field, East Hartford                |
| 20:00       | Shea 82'       | Relatório |            | Público: 25 432 Árbitro: JAM Courtney Campbell |

### Ranking dos terceiros colocados
| Pos. | Seleção     | Pts | J | V | E | D | GP | GC | SG | Grupo |
| ---- | ----------- | --- | - | - | - | - | -- | -- | -- | ----- |
| 1    | El Salvador | 4   | 3 | 1 | 1 | 1 | 3  | 3  | 0  | B     |
| 2    | Cuba        | 3   | 3 | 1 | 0 | 2 | 5  | 7  | –2 | C     |
| 3    | Martinica   | 3   | 3 | 1 | 0 | 2 | 2  | 4  | –2 | A     |

## Fase final
|  | Quartas de final               | Quartas de final              |                               |   | Semifinais | Semifinais |  |  | Final | Final |
|  |                                |                               |                               |   |            |            |  |  |       |       |
|  | 20 de julho - Georgia Dome     |                               |                               |   |            |            |  |  |       |       |
|  |                                |                               |                               |   |            |            |  |  |       |       |
|  | México                         | 1                             |                               |   |            |            |  |  |       |       |
|  | México                         | 1                             | 24 de julho - Cowboys Stadium |   |            |            |  |  |       |       |
|  | Trinidad e Tobago              | 0                             |                               |   |            |            |  |  |       |       |
|  | Trinidad e Tobago              | 0                             | México                        | 1 |            |            |  |  |       |       |
|  | 20 de julho - Georgia Dome     |                               | México                        | 1 |            |            |  |  |       |       |
|  |                                | Panamá                        | 2                             |   |            |            |  |  |       |       |
|  | Panamá                         | Panamá                        | 2                             | 6 |            |            |  |  |       |       |
|  | Panamá                         |                               | 28 de julho - Soldier Field   | 6 |            |            |  |  |       |       |
|  | Cuba                           | 1                             |                               |   |            |            |  |  |       |       |
|  | Cuba                           | 1                             | Panamá                        | 0 |            |            |  |  |       |       |
|  | 21 de julho - M&T Bank Stadium |                               | Panamá                        | 0 |            |            |  |  |       |       |
|  |                                | Estados Unidos                | 1                             |   |            |            |  |  |       |       |
|  | Honduras                       | Estados Unidos                | 1                             | 1 |            |            |  |  |       |       |
|  | Honduras                       | 24 de julho - Cowboys Stadium |                               | 1 |            |            |  |  |       |       |
|  | Costa Rica                     | 0                             |                               |   |            |            |  |  |       |       |
|  | Costa Rica                     | 0                             | Honduras                      | 1 |            |            |  |  |       |       |
|  | 21 de julho - M&T Bank Stadium |                               | Honduras                      | 1 |            |            |  |  |       |       |
|  |                                | Estados Unidos                | 3                             |   |            |            |  |  |       |       |
|  | Estados Unidos                 | Estados Unidos                | 3                             | 5 |            |            |  |  |       |       |
|  | Estados Unidos                 |                               |                               | 5 |            |            |  |  |       |       |
|  | El Salvador                    | 1                             |                               |   |            |            |  |  |       |       |
|  | El Salvador                    | 1                             |                               |   |            |            |  |  |       |       |

### Quartas de final
| 20 de julho | Panamá                                                                  | 6 – 1     | Cuba        | Georgia Dome, Atlanta                    |
| 15:30       | Torres 25' (pen), 37' · Rodríguez 68' · Pérez 78', 88' · J. Jiménez 85' | Relatório | Alfonso 21' | Público: 54 229 Árbitro: USA Mark Geiger |

| 20 de julho | México         | 1 – 0     | Trinidad e Tobago | Georgia Dome, Atlanta                     |
| 18:30       | R. Jiménez 84' | Relatório |                   | Público: 54 229 Árbitro: SLV Joel Aguilar |

| 21 de julho | Estados Unidos                                                      | 5 – 1     | El Salvador      | M&T Bank Stadium, Baltimore                    |
| 16:00       | Goodson 21' · Corona 29' · Johnson 60' · Donovan 78' · Diskerud 83' | Relatório | Zelaya 39' (pen) | Público: 70 540 Árbitro: SUR Enrico Wijngaarde |

| 21 de julho | Honduras  | 1 – 0     | Costa Rica | M&T Bank Stadium, Baltimore                    |
| 19:00       | Najar 49' | Relatório |            | Público: 70 540 Árbitro: JAM Courtney Campbell |

### Semifinais
| 24 de julho | Estados Unidos                 | 3 – 1     | Honduras   | Cowboys Stadium, Arlington                  |
| 19:00       | Johnson 11' · Donovan 27', 53' | Relatório | Medina 52' | Público: 81 410 Árbitro: CRC Walter Quesada |

| 24 de julho | Panamá                 | 2 – 1     | México     | Cowboys Stadium, Arlington                     |
| 22:00       | Pérez 13' · Torres 61' | Relatório | Montes 26' | Público: 81 410 Árbitro: JAM Courtney Campbell |

### Final
| 28 de julho | Estados Unidos | 1 – 0     | Panamá | Soldier Field, Chicago                    |
| 16:00       | Shea 69'       | Relatório |        | Público: 57 920 Árbitro: SLV Joel Aguilar |

## Premiação
| Copa Ouro da CONCACAF de 2013      |
| Estados Unidos                     |
| ---------------------------------- |
| Estados Unidos Campeão (5º título) |